# Elsie MacLeod
Elsie MacLeod est une actrice américaine du cinéma muet, particulièrement connue pour The Hazards of Helen.

## Biographie
Elsie MacLeod commence sa carrière d'actrice à l'âge de 5 ans, avant d'intégrer une école de théâtre afin d'affiner son jeu.
Elle joue ensuite dans des vaudevilles, puis signe avec Edison dans les années 1910 pour participer à des courts-métrages.

## Filmographie partielle
- 1914 : The Adventure of the Wrong Santa Claus de Charles M. Seay
- 1915 : The Hazards of Helen ép.27 : A Fiend at the Throttle de J.P. McGowan
- 1915 : Carmen de Raoul Walsh : Michaela
- 1916 : The Battle Royal de Will Louis
- 1917 : Somewhere in Georgia de George Ridgwell : la fille du banquier
- 1919 : La Chasse aux maris (The Gold Cure) de John H. Collins : Edna Lawson
- 1921 : The Right Way de Sidney Olcott : la sœur du jeune homme pauvre